# Gare de Couëron
La gare de Couëron est une gare ferroviaire française de la ligne de Tours à Saint-Nazaire, située sur le territoire de la commune de Couëron, dans le département de la Loire-Atlantique, en région Pays de la Loire.
La station est mise en service en 1857 par la Compagnie du chemin de fer de Paris à Orléans (PO).
C'est une gare de la Société nationale des chemins de fer français (SNCF), desservie par des trains TER Pays de la Loire.

## Situation ferroviaire
Établie à 13 mètres d'altitude, la gare de Couëron est située au point kilométrique (PK) 445,660 de la ligne de Tours à Saint-Nazaire, entre les gares de La Basse-Indre - Saint-Herblain et de Saint-Étienne-de-Montluc.

## Histoire
Mise en service le 10 août 1857 par la compagnie du chemin de fer de Paris à Orléans (PO) avec la voie de Nantes à Saint-Nazaire, il s'agit d'une station de quatrième classe ayant nécessité 45 300 fr pour l'ensemble de ces installations qui comprenaient notamment, un bâtiment voyageurs, appelé débarcadère, et les aménagements de la gare marchandises (bâtiment et quais).

## Service des voyageurs

### Accueil
Gare SNCF, elle dispose d'un bâtiment voyageurs ouvert les mercredis et vendredis matin pour l'accueil des voyageurs. Elle est équipée d'un guichet fermé définitivement mais détient un automate pour l'achat de titres de transport TER.
Une passerelle accessible par des escaliers fixes permet la traversée des voies et le passage d'un quai à l'autre ce qui la rend inaccessible aux PMR.

### Desserte
Couëron est desservie par des trains TER Pays de la Loire omnibus circulant entre Nantes et Savenay et dont certains sont prolongés ou amorcés, principalement les samedis et dimanches, à Saint-Nazaire, Le Croisic, Redon ou Quimper. Couëron est également desservi par des TER semi-directs circulant entre Nantes et Saint-Nazaire, voire Le Croisic.

### Intermodalité
Un parc à vélos et un parking pour les véhicules y sont aménagés.